# 西本智実
西本 智実（にしもと ともみ、1970年4月22日- ）は、日本の指揮者、舞台演出家。
大阪府大阪市出身。大阪府立今宮高等学校卒業、大阪音楽大学作曲学科卒業。身長167.5cm。趣味はドライブと温泉。

## 略歴
- 1994年、大阪音楽大学作曲学科を卒業[2][3]。
- 1996年、ロシア国立サンクトペテルブルク音楽院指揮科へ留学[3]。
- 1997年、大阪府芸術劇場奨励新人賞を受賞。
- 1998年、文化庁芸術インターンシップ研修員[2]。同年、京都市交響楽団を指揮して日本国内デビュー[3]。「出光音楽賞」受賞[4]。
- 2000年、大阪市「咲くやこの花賞」（音楽部門）受賞[5]。
- 2002年1月、ロシアの民間オーケストラ「ロシア･ボリショイ交響楽団ミレニウム」の首席指揮者に就任[2]。以後2年ほどミレニウムの首席指揮者[2]。
- 2004年 、チャイコフスキー記念財団・ロシア交響楽団の芸術監督 兼 首席指揮者に就任[3]。ムソルグスキー＝ミハイロフスキー記念サンクトペテルブルク国立アカデミックオペラバレエ劇場（旧レニングラード国立歌劇場）の首席客演指揮者に就任[3]。「ニューズウィーク」日本版の「世界が尊敬する日本人100人（10月20日号）」に選出[2][3]。第19回国民文化祭・ふくおか2004を指揮。
- 2005年、チェコ・ナショナル交響楽団を指揮[3]。
- 2006年、チャイコフスキー記念財団・ロシア交響楽団の来日公演（5月-6月）で、チャイコフスキーの未完成の交響曲「ジーズニ」（ロシア人作曲家が補作）を指揮（日本初演）[2][3]。母校である大阪府立今宮高等学校の創立100周年記念式典で大阪フィルハーモニー交響楽団を指揮[6]。大阪音楽大学創立90周年記念コンサートで指揮[7]。ハンガリー国立歌劇場来日公演を指揮[8]。
- 2007年、世界経済フォーラムの「ヤング・グローバル・リーダー2007」250人に選ばれる[3]。プラハ国立歌劇場来日公演で指揮[3]。リンツ・ブルックナー管弦楽団定期公演を指揮[9]。モスクワ交響楽団演奏会を指揮[10]。
- 2008年、モナコにてモンテカルロ・フィルハーモニー管弦楽団定期公演を指揮[11]。モンテカルロ・フィルハーモニー管弦楽団の来日公演を指揮[12]。ブダペスト・フィルハーモニー管弦楽団のシーズン最初の定期公演を指揮[13]。モスクワ交響楽団演奏会を指揮[10]。
- 2009年、リトアニア室内管弦楽団の来日公演を指揮[14]。ロイヤル・フィルハーモニー管弦楽団の来日公演で指揮[15]。プラハ国立歌劇場にて、オペラ「アイーダ」を指揮[16]。
- 2009年度ベストドレッサー賞（インターナショナル部門）を受賞[17]。
- 2010年、ラトビア国立交響楽団特別演奏会（ラトビア共和国・リガ）でミッシャ・マイスキーと共演[18]。ラトビア国立交響楽団の日本公演を指揮し、ミッシャ・マイスキーと共演[19]。平城遷都1300年記念公演指揮[10]。
- 2010年、リトアニア国立交響楽団特別演奏会でスミ・ジョーと共演[20]。ヴィルニュス音楽祭2010に招聘される[21]。ロシア国立交響楽団首席客演指揮者に就任[22]。ロサンゼルスとオレンジカウンティにてパシフィックシンフォニーオーケストラを指揮、スミ・ジョーと共演[23]。カーネギー・ホールにてアメリカ交響楽団を指揮、スミ・ジョーと共演[24]。
- 2011年、オリンパスホール八王子を運営する（公財）八王子市学園都市文化ふれあい財団のエグゼクティブ・プロデューサーに就任[25]。モスクワ交響楽団演奏会を指揮[10]。ラクイラ音楽ホール落成コンサートを指揮[26]。
- 2012年9月より2年間、日本フィルハーモニー交響楽団ミュージック・パートナーを務めている[27]。日本で新設されたイルミナートフィルハーモニーオーケストラの芸術監督兼首席指揮者に就任。内閣府の「世界で活躍し『日本』を発信する日本人プロジェクト」で、サンクスレター送付対象に選ばれた[28]。中学数学3（日本文教出版）に巻頭メッセージが掲載される。ハーバード大学ケネディ・スクール　Executive Education「Global Leadership and Public Policy for the 21st Century」修了
- 2013年、ロイヤルチェンバーオーケストラ音楽監督兼首席指揮者に就任[22]。11月、ヴァチカン国際音楽祭に招聘され、イルミナートフィルハーモニーオーケストラを率いて、サン・ピエトロ大聖堂における枢機卿ミサでは「オラショ」の原曲グレゴリオ聖歌を約455年ぶりに復元演奏[29]。最終日にはサン・パオロ大聖堂で交響曲第9番（合唱付）を指揮[30]。その後2019年まで毎年招聘されている。平戸名誉大使第１号に就任[22]。第8回国民文化祭やまなし2013総合フェスティバル開会式に出演[10]。
- 2014年、4月より大阪音楽大学客員教授に就任[31]。4月、ブラジルにて国立クラウディオ・サントロ劇場交響楽団定期演奏会を指揮[32]。6月、大阪市により新たに設置された大阪国際文化大使に就任[33]。8月、演奏会形式バレエ「白鳥の湖」で芸術監督として舞台演出を手がける[34]。10月、ヴァチカンの音楽財団より【名誉賞】を日本人で初めて授与される[35]。リトアニア国立カウナスドラマ劇場にて、権代敦彦作曲オペラ「桜の記憶」を世界初演（日本大使館後援）[10]。文部科学省「トビタテ!留学JAPAN」パネリストを務める[10]。平戸市にて「長崎の教会群とキリスト教関連遺産」　世界遺産登録推進コンサートを指揮[10]。
- 2015年5月、高野山開創1200年記念慶讃法要 奉納演奏指揮[10]。6月、韓日・日韓国交正常化50周年記念スミ・ジョーガラコンサートを指揮[36]。7月、エクアドル国立交響楽団演奏会を指揮[10]。7月、ペルー共和国文化省主催のペルー共和国独立記念コンサートを指揮[10]。7月、日ブラジル外交関係樹立120周年記念コンサートに招聘されブラジルのリオデジャネイロ市立劇場において同交響楽団と共演[37]。8月、ヴァチカンローマ教皇庁ローマ教皇総代理より、原爆投下70年に際して広島市長と長崎市長あての親書を託され、それぞれの市長に手渡した[38]。9月、芸術監督として舞台演出した音舞台泉涌寺は、US国際映像祭（TV・パフォーミングアーツ部門銀賞）、ワールドメディア・フェスティバル（ドキュメンタリー芸術番組銀賞）を同時受賞[39]。10月、大阪音楽大学100周年記念コンサートの指揮をつとめる[40]。
- 2016年、第42回先進国首脳会議（伊勢志摩サミット）に向けて、 日本政府が海外へ日本国を広報するTV-CM及び日本国政府公式英文広報誌「We Are Tomodachi」に、国際的に活躍している日本人として起用される[29]。8月「くるみ割り人形」で芸術監督として舞台演出を手がける。[34]。12月、北京大学の招聘により中国国家交響楽団と上海交響楽団公演[10]。東洋文庫諮問委員を務める[29]。松本歯科大学名誉博士に就任[29]。エルサレム交響楽団を指揮し、イスラエルFM局・Kol Ha Musicalにてイスラエル全土にLIVE放送される。また、THE Japan TimesやNHK総合「おはよう日本」及びNHK BS1「国際報道2016」にてその公演が報道される[10]。
- 2017年、9月、「ロミオとジュリエット」で芸術監督として舞台演出を手がける[34]。10月、伝統芸能とオペラを融合させた「ストゥーパ〜新卒塔婆小町」の指揮・演出・脚本を務める[34]。外務省「ロシアにおける日本年」「日本におけるロシア年」日本側組織委員を務める[41]。岸和田市立浪切ホール芸術ディレクター就任[10]。文部科学省　「トビタテ!留学JAPAN」パネリストを務める[10]。出演したヴァチカン国際音楽祭がヴァチカン放送やEWTN Vaticanoにて、全世界に配信される。
- 2018年、5月安倍総理主催、李克強中国国務院総理歓迎晩餐会に於いて指揮[10]。6月日中平和友好条約40周年記念公演に中国国家交響楽団より招聘され、中国国家大劇院に於いて指揮[10]。CGTN（中華人民共和国の中国グローバルテレビジョンネットワークの英語による国際ニュース放送チャンネル）や人民日報、他で報道される[10]。10月、世界文化遺産【長崎と天草地方の潜伏キリシタン関連遺産】世界遺産登録記念コンサートに出演[10]。12月、中国側の招聘によりイルミナートフィルを率いて主要7都市8公演のコンサートツアーは、ほぼ完売大盛況となった。12月31日に広州公演の本番前、広州大劇院名誉芸術顧問への表彰就任式に西本が招かれ、広州大劇院名誉芸術顧問に就任[1]。2018年度文化庁芸術祭、ラジオドキュメンタリー部門優秀賞[10]。
- 2019年、2月ドイツの公共放送Zweites Deutsches Fernsehen(ZDF)が主宰するZDFカルチャープラットフォーム「ZDF KULTUR」のプロジェクト「リーディング・ウーマン（Leading Woman）」に世界各国で活躍する女性リーダーのひとりとして紹介される[42]。4月29日、世界遺産である薬師寺にて開催された野外コンサートに於いて指揮[43][44]。
- 2021年、広島大学特命教授、脳・こころ・感性科学研究センター上席特任学術研究員。ドキュメンタリー番組「TOKIO – DIE STADTKULTUR VON MORGEN」日本を代表する芸術家として出演（独仏共同の文化放送局Arte（アルテ）/ヨーロッパ諸国にて放映・2021年7月25日）。
- 2024年、2025 大阪・関西万博（2025年日本国際博覧会）のイタリアパビリオンアンバサダーに就任。イタリア館テーマは「芸術は生命を再生する」。文化庁長官特別表彰[45]。
- 2025年、2025 大阪・関西万博（2025年日本国際博覧会）において、ローマ教皇庁パビリオンのアンバサダーに就任。ローマ教皇庁パビリオンのテーマは「美は希望をもたらす - La Bellezza porta Speranza」。

## 作品・出版物

### CD
1. 「ロミオとジュリエット」（2000年4月11 - 13日録音）　チャイコフスキーおよびプロコフィエフの同名作品
2. チャイコフスキー「交響曲第6番〜悲愴〜」（2002年1月5日 - 10日録音）
3. バレエ音楽「白鳥の湖／くるみ割り人形」（2002年1月5日 - 10日録音）
4. 「革命 & 1812」（2003年1月28日 - 2月2日録音）
5. 「BOLERO」（2003年1月28日 - 2月2日録音）
6. 「ニューイヤーコンサート2004 イン・モスクワ」（2004年1月2日ライブ録音）
7. 「ドヴォルザーク 交響曲第9番「新世界より」」（2008年3月28日 - 30日録音）
8. 「チャイコフスキー：バレエ音楽「くるみ割り人形」作品71（全曲）」（2008年8月18日 - 20日録音）
9. 「イン・コンサート」
10. 「ベートーヴェン 交響曲第7番」
11. 「マーラー 交響曲第5番」
12. 「チャイコフスキー 交響曲第5番」
13. 「リムスキー＝コルサコフ 交響組曲シェエラザード」

### DVD
1. 「ボレロ　火の鳥 & 展覧会の絵」（2003年5月15日収録）
2. 「New Year Moscow 2004」（2004年1月2日収録）
3. 西本智実指揮　チェコ・ナショナル交響楽団「幻想交響曲」（2005年8月6日収録）
4. 『チャイコフスキー 未完成交響曲「ジーズニ」』（2006年6月5日収録）
5. 『チャイコフスキー：交響曲第5番 &第6番「悲愴」』（2006年6月5日 - 6日収録）
6. 『西本智実の新世界交響曲：ライヴ・イン・ブダペスト』（2008年10月21日ハンガリー国立歌劇場にて収録）

### 書籍
1. 公演プログラム写真集『西本智実・31歳の新星〜日本とロシアと〜』（2002年10月1日）
  - 著者：伊東雨音、撮影：塩澤秀樹
2. 『西本智実　私の中のロシア』（2004年12月20日）
  - 編著：伊東雨音、写真：中島正之
3. 『知識ゼロからのオーケストラ入門』（2011年11月8日）
  - 監修：西本智実
4. 『指揮者・西本智実 静かなる革命』（2013年6月25日）
  - 編著：垣花理恵子

### その他
1. 藤子・F・不二雄大全集『ドラえもん』13巻（2011年、小学館） - 解説「ドラえもんとダ・ヴィンチに導かれて。」を執筆
2. 中学数学3（日本文教出版）教科書巻頭メッセージ（2012年～2015年）
3. 小学校「英語」Junior Sunshine 6（開隆堂出版）「世界で活やくする人」に掲載（2024年）

## メディア出演

### ドキュメンタリー
- NHKニュースおはよう日本（NHK総合、2002年9月28日）
- 映像交響曲「路」（NHK、2003年9月30日）
- 生活ほっとモーニング・1部 「注目!ほっとカルチャー～幻の交響曲に挑む! 指揮者・西本智実」（NHK総合、2005年11月11日）
- ぴあのピア「天才日曜作曲家」（NHK BS hi・NHK BS2、2007年10月4日）
- スタジオパークからこんにちは（NHK総合、2008年5月28日）
- ザ少年倶楽部プレミアム（NHK BSP、2008年6月15日）
- 課外授業 ようこそ先輩「一歩踏み出す勇気～指揮者・西本智実」（NHK総合、2008年8月31日）
- 私の1冊 日本の100冊「西本智実“トロッコ”」（NHK BS hi・NHK BS2、2008年12月11日）
- となりの子育て「育てた人にきいてみる 指揮者・西本智実の母」（NHK教育、2010年2月20日）
- もっと「もしドラ!」～アニメでわかるドラッカー～（NHK総合、2011年3月10日）[46]
- J-MELO in モスクワ（NHKワールドTV・テレビジャパン・NHK総合、2011年12月12日）
- ラジオ深夜便（NHKラジオ第1、2012年10月26日）
- すっぴん（NHKラジオ第1、2013年9月27日）
- 西本智実 祈りの歌をバチカンへ（NHK総合、2013年12月23日）[47]
- 新たな扉〜西本智実 東南アジアへの道〜（BSジャパン、2014年3月30日）
- 夏木マリ・丈夫も芸のうち（NHKラジオ第1、2014年6月10日）
- 奇跡のレッスン 新春スペシャル～世界の最強コーチに学ぶ飛躍の法則～（NHK BS1、2016年1月2日）
- ミステリアス・ジャパン（BSジャパン／アジア19か国・グアム・サイパンで放映、2016年4月～2019年6月・2020年1月1日）
- Leading Women Japan「CNNが選んだ5人の日本人女性リーディング・ウーマン・ジャパン」（CNN、2017年10月27日）
- リーディング・ウーマン（Leading Woman）」（ドイツの公共放送Zweites Deutsches Fernsehen（ZDF）、2019年2月27日）
- ドキュメンタリー番組「TOKIO – DIE STADTKULTUR VON MORGEN」日本を代表する芸術家として出演（独仏共同の文化放送局Arte（アルテ）/ヨーロッパ諸国にて放映・2021年7月25日）

### CM
- ミーレジャパン（2002年）
- IBM（スチル）（2002年）
- 公共広告機構（現：ACジャパン） 関西活性化「指揮者篇」（2002年）
- 日立製作所（2004年 - 2007年3月）
- 阪神百貨店（スチル）（2005年）
- スズキ「SX4」（2007年）
- 大和証券（2007年）
- 岩谷産業「富士の湧水」「fujina」（2013年）

### 映画
- 太陽とボレロ（2022年6月3日公開）- 本人 役（「マエストロ オブ オーケストラ」としてクレジット）